# Café en México

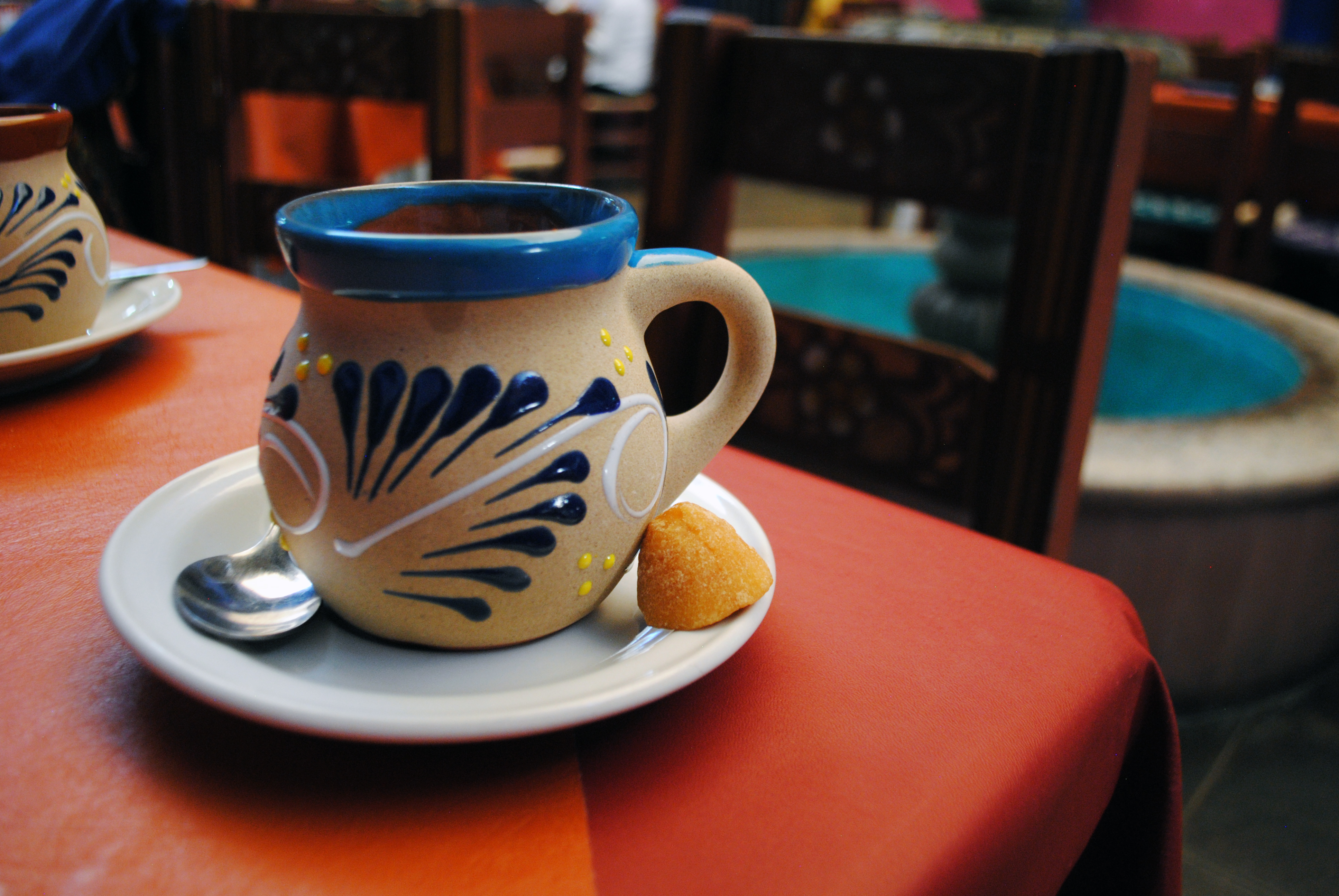
Una taza de café de olla con un terrón de piloncillo.

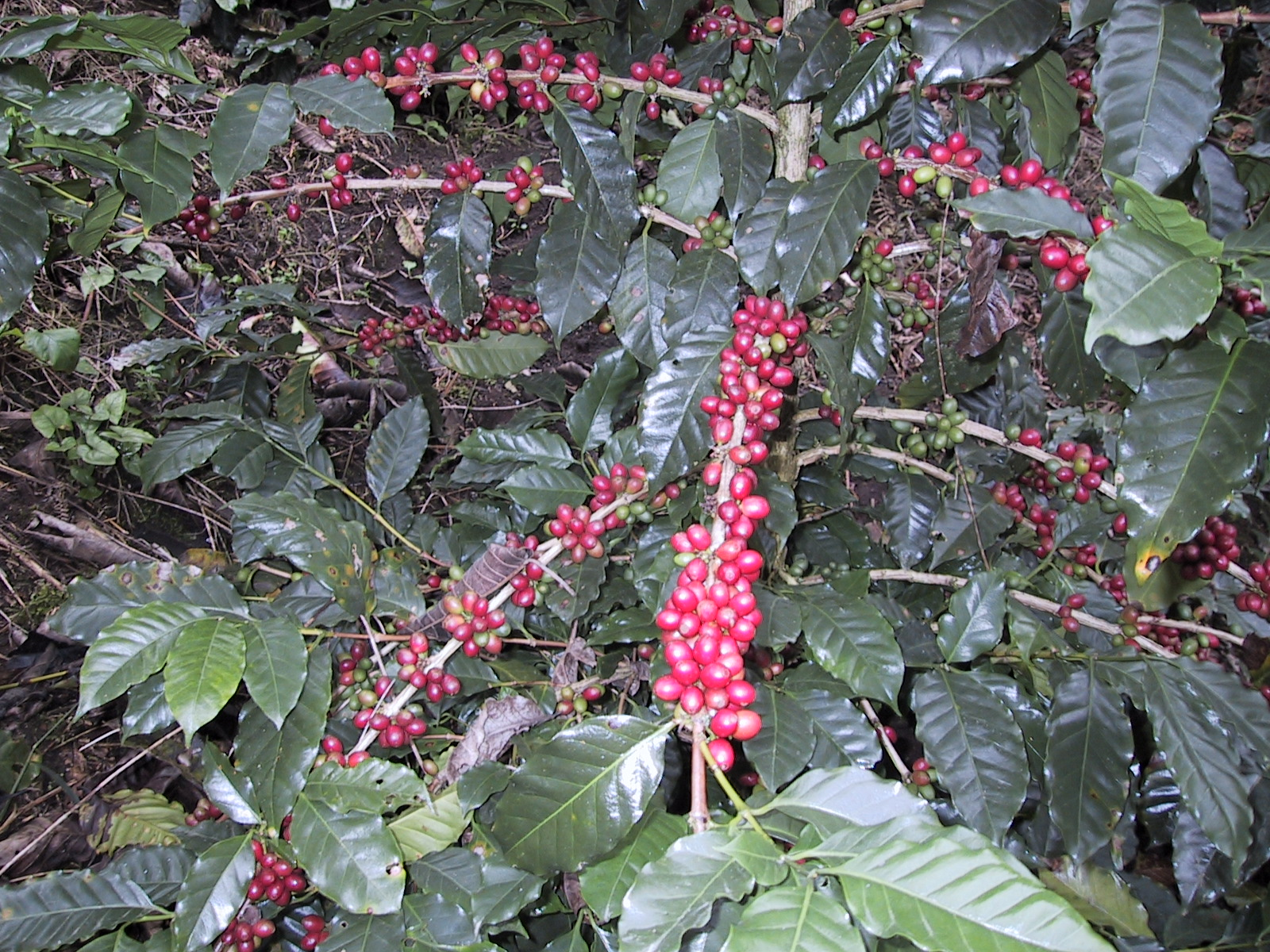
Producción cafetalera en Zihuateutla, Puebla.

El café en México es uno de los principales productos de exportación agrícola, y representa cerca de la mitad de las exportaciones agropecuarias y alrededor del 5 por ciento del total de las exportaciones mexicanas. Es también uno de los que ejerce mayor influencia socioeconómica. Se produce mayormente al centro-sur del país, en su encuentro con la Sierra Madre del Sur y la Sierra Madre Oriental.
El café de olla es una de las formas más comunes de preparar el café en México. Se elabora calentando, en agua contenida en una olla de barro grande de boca angosta, granos de café gruesos e incluso enteros, que se mezclan en la forma adecuada con canela y piloncillo. Suele consumirse mucho en el campo, en los pueblos pequeños, más que en las grandes ciudades, de preferencia en clima frío, del centro de México. El café de olla recibe su particular sabor de la cocción de los granos con la canela y el piloncillo, pero es indispensable utilizar la olla de barro, ya que sin ésta el sabor cambia de manera que no puede considerarse adecuado. Es tan importante la olla de barro, que le da a este café su nombre.

## Historia

### Antecedentes
Existen algunas teorías que indican que pudo existir una variedad autóctona americana de café que era ya conocida por algunas comunidades indígenas. Esta se podría haber llamado totoloctzin («cabeza inclinada») o acoxcapolli («sin sueño»). Así aparece mencionada en el Códice De la Cruz-Badiano (1553) aunque se desconoce exactamente a qué planta se refiere y los botánicos proponen diversas teorías. Según E. Walcott (1940), hace referencia a una especie del género Coffea; según J. Valdés y F. Miranda, podría hacer referencia a Trianosperma racemosa, una cucurbitácea que crece en Veracruz y los nativos llaman totolonchi o totonchi. Empero, esta planta no se ha llegado a identificar a ciencia cierta.

### Llegada del café(siglosXVIII-XIX)
El café llegó al territorio mexicano desde las Antillas vía el puerto de Veracruz, y posiblemente se sembró por primera vez en la región olmeca de Acayucan. Existen, sin embargo, varias diferentes versiones sobre cuándo llegó el café a México; Se cree que fue introducido en los años 1740 por comerciantes franceses, quienes lo importaron desde la isla de Martinica, aun hoy colonia francesa. Otra teoría dice que fue Don Juan Antonio Gómez de Guevara, conde de Oñate de origen español quien trajo desde Cuba una planta de café y la plantó en su Hacienda de Guadalupe, situada en la localidad de Amatlán, quince minutos al sur de Córdoba. Según algunas fuentes esto ocurrió en 1796, mientras que otras indican 1804. En 1803, Alexander von Humboldt visita la Nueva España y reporta que la producción es muy nula y el uso de café es muy raro, ya que apenas «se consumen anualmente entre cuatrocientos y quinientos quintales».

## Zonas de producción

Estados productores de coffea arabica con proceso comercial
Estados productores de coffea arabica sin proceso comercial.

En el 2014, México fue el octavo país con mayor producción de café, con un total de 3900 miles de sacos, equivalentes a un 3 por ciento de la producción mundial. Más del 90 por ciento del cultivo de café se concentra en los estados de Chiapas, Veracruz, Puebla y Oaxaca. Se cultiva en menor medida en los estados de Guerrero, San Luis Potosí, Nayarit, Hidalgo, Jalisco, Querétaro, Colima, México, Campeche, Tabasco y Michoacán.

## Mercados
Los principales mercados de destino son los países de la Unión Europea, los Estados Unidos y Canadá.

## Crisis del café
El Convenio Internacional del Café (ACI por sus siglas en inglés), creado en 1962, fue un protocolo para mantener las cuotas de los países exportadores de café y mantener los precios del café altos y estables en el mercado. Sin embargo, el ACI fue suprimido en 1989 por presión de los Estados Unidos y su política de liberalización de los mercados. Sumado a una deficiencia en la gestión, el café se ha producido en exceso mientras los precios del café caían continuamente y surgió una crisis del café en México. La crisis del café se intensificó entre 1999 y 2003 y generó enormes problemas sociales y económicos en México. Entre 1989 y 1995, la producción de café disminuyó un 6,6% en México, la Confederación Mexicana de Productores de Café (CMPC) pronosticó que los productores de café habrían perdido el 65% de sus ingresos desde que ocurrió la crisis.
Como consecuencia de tener menores ingresos, el 71% de los productores de café en México dejaron de usar fertilizantes, el 40% de ellos redujeron el mantenimiento al deshierbe y el 75% de ellos dejaron de invertir en prevención de plagas. Como resultado del mal mantenimiento de las plantaciones de café, la calidad del café disminuyó y la producción de café disminuyó. A fines de 2005, México registró su menor envío de café exportado en las últimas tres décadas, con un total de 1,7 millones de sacos. Durante 2006, la exportación de café en México ha crecido a 4,2 millones de sacos, pero sigue siendo baja, en comparación con hace 5 años.